# Zosterornis striatus
Zosterornis striatus là một loài chim trong họ Zosteropidae.